# Aegomorphus arizonicus
Aegomorphus arizonicus – gatunek chrząszcza z rodziny kózkowatych i podrodziny zgrzypikowych. 

## Zasięg występowania
Ameryka Północna; występuje w stanach Arizona w USA oraz Baja California w Meksyku.

## Budowa ciała
Ubarwienie ciała ciemnoszare z dwiema dużymi, jasnymi plamami w przedniej części pokryw.